# 12歲。
《12歲。》是米田菜穗創作的日本漫畫作品，在漫畫雜誌《Ciao》連載。已經出版19本單行本。
2014年4月3日起動畫化，以OVA的形式隨《Ciao》附送。2015年7月3日宣布真人版化，分別收錄在《CIAO》9月號和12月號隨書附贈的DVD《CIAO CIAO TV》中，由田口乙葉和山田杏奈主演。2016年「Ciao」3月刊封面中確定電視動畫化，《12歲。～小小胸口的怦然心動～》於2016年4月播放第1季，第2季于2016年10月3日播放。2019年本作榮獲第64屆小學館漫畫賞的兒童向部門賞。

## 故事簡介
以日本某小学6年級2班的12歲少女綾瀨花日為主角，描繪了她的初戀以及成長的煩惱。

## 登場角色
- 聲為OVA版／電視動畫版／漫畫廣播劇。

綾瀨花日（聲：加隈亞衣）
本作女主角。生日9月12日，處女座，髮型為雙馬尾，個性單純，正義感很強，性格活潑，給人感覺像是個小孩子，蒼井的朋友。
與高尾優斗是男女朋友關係。
高尾優斗（聲：齊藤壯馬）
本作男主角。生日為6月12日，雙子座，品學兼優、温柔体贴的帥哥，個性冷靜沉著，不受周遭他人的影響。經常會為花日出風頭，因而被稱為王子殿下。
他的心思很細膩，其實知道花日的意思，但還是會不經意的很想抓弄一下她，從小五開始就這樣；從小五開始喜歡花日。
與綾瀬花日是情侶關係。
蒼井結衣（聲：春野菜菜美／木村珠莉／宮原颯希）
生日12月1日，射手座，短髮，外表看似成熟，但內心有些脆弱且愛哭，有時會獨自鑽牛角尖。花日的閨蜜。母亲早以辭世。與爸爸一起生活。
不喜歡被罵多管閒事，當時還在鋼琴補習班的時候，因為多管閒事、裝乖寶寶的個性，因此被討厭，才會退出補習班，第一季第8集在跟綾瀨花日吵架的時候，花日直接對結衣說出「妳不要多管閒事。」一詞，就知道為什麼她對這句有所在意。
與檜山一翔是情侶關係。
檜山一翔（聲：井口祐一／堀江瞬）
生日3月28日，牡羊座，個性活潑好動调皮，運動神經很好，很有女孩子緣。被結衣指「平日的轉變雖然不會察覺，但當自己（結衣）感到不安時便會第一個知道。」
管人的方式和個性和小孩一樣，鋼鐵直男，有話直說的男生，不喜歡拐彎抹角。
與蒼井結衣是情侶關係。
小倉麻玲（聲：牧口真幸）
花日跟結衣的好友。綁著糰子頭，經常給予花日跟結衣戀愛的建議（她姐姐擅長談戀愛）。
濱名心愛（聲：原紗友里）
6年2班如同中心領導者的女孩子。喜歡高尾，所以才想藉此想多次拆散花日和高尾，但都以失敗告終。在花日哥哥還不知情，花日和高尾在交往，心愛就很故意的講給花日的哥哥，但講了之後還是以失敗為收場，直接又放棄追求高尾的目的。
堤步（聲：柿原徹也）
轉學到6年2班的男孩子。跟花日是幼稚園的同學，被花日稱為帝王，經常欺負花日。暗戀花日。
在第二季第7集雖然和追求者說了，自己已經不喜歡花日她，但實際上卻還是一直暗戀著，只是不想破壞她們之間的友誼而已。
三上稻葉（聲：田丸篤志／立花慎之介）
第二季的主要角色之一。跟結衣上同個補習班的男孩子。是個花花公子。對結衣有好感，就算知道結衣交了男朋友仍積極地追求她、撩她；但後面看到結衣和檜山的感情，就直接敗在檜山手上。

## 主角群的家人
綾瀨陽日（聲：代永翼）
花日的哥哥，大學生。很寵妹妹，極度妹控。

## 其他角色
森 健太（聲：朗斯貝里·亞瑟）
第一期期初和結衣告白的同學。在結衣不知道的情況之下，跟別人談論結衣的胸圍而和檜山打架。
杏實（聲：上田麗奈）
堤步轉學前的學校同學、上同間舞蹈教室的同學，喜歡堤步，因為還喜歡著堤步，還追到他在的學校，知曉他以前還喜歡花日的事情之後，提出了「雙重約會」，好讓堤步放棄花日，但從中得知，其實堤步還是喜歡著花日，但還是不想放棄他，去雙重約會的時候，騙花日說：「堤步他走失了！」，好讓她知道花日到底喜不喜歡堤步，但最終還是以失敗告終。
榮光（聲：渡邊拓海）
6年2班的八卦三人族的隊長，常常以跟女生玩當作開玩笑。
每當花日、高尾、結衣、檜山四人組約會時，常常搞破壞出現；雖然很愛搞破壞，但還是有很好的一面。
智也（聲：村田太志）
班長（聲：秋保圭佑）
不愛說話，經常把想表達的事寫在紙上給大家看；在合唱歌曲那集，因為心愛起鬨，大家就跟著在哪邊不知道頭尾在哪邊指責花日，班長就首次突然開口，大家都被感動到了。

## 漫畫登場角色
- 聲為3DS遊戲/漫畫廣播劇的配音。

相原佳子（聲：小澤亞李）
波浪卷長髮，外表可愛，但個性内向，不擅长和男生打交道，不能很好地与人交流。是结衣在隔壁的1班的朋友，和相樂是同班朋友。
喜歡小日向，與小日向是朋友關係。
小日向太陽（聲：花江夏樹）
性格温柔和蔼，喜歡小狗的柔道白癡。桧山的朋友，與皆見是摯友
與相原是朋友關係，但他也喜歡相原，算是處於曖昧關係的狀態。
今村想樂（聲：沼倉愛美／向井莉生）
相原佳子的同學，同班六年的朋友。喜歡瑛太。
皆見瑛太（聲：內田雄馬／近衛秀馬）
相原、享樂的同學，樣子跟高尾很像。
喜歡相原，知道佳子喜歡小日向，但還是很積極的追求相原，始終還是以失敗落幕。
濱谷 蓮（聲：[漫畫登場]）
高尾的補習班同學。跟濱名心愛聯手讓花日和高尾分手，家裡開理髮廳，在理髮廳遇到花日，就在意外中卻不小心喜歡上花日。

## 3DS遊戲登場角色
新堂柚希（聲：村瀨步）
喜歡花日。
武智慎也（聲：石川界人）
喜歡結衣。
心奈（聲：原紗友里）
長得很像心愛。

## 出版書籍

### 漫畫
| 集數 | 日文標題 | 中文標題                | 小學館         | 小學館                 | 長鴻出版社    | 長鴻出版社             |
| 集數 | 日文標題 | 中文標題                | 發售日期       | ISBN                   | 發售日期      | EAN                    |
| ---- | -------- | ----------------------- | -------------- | ---------------------- | ------------- | ---------------------- |
| 1    |          | 12歲。 〜告白〜         | 2013年3月10日  | ISBN 978-4-09-135147-0 | 2014年6月10日 | EAN 471-540-986649-7   |
| 2    |          | 12歲。 〜Boy friend〜   | 2013年7月1日   | ISBN 978-4-09-135539-3 | 2014年7月16日 | EAN 471-540-986700-5   |
| 3    |          | 12歲。 〜開始〜         | 2013年11月29日 | ISBN 978-4-09-135605-5 | 2015年4月1日  | ISBN 978-957-516-676-2 |
| 4    |          | 12歲。 〜心〜           | 2014年7月1日   | ISBN 978-4-09-136276-6 | 2015年9月5日  | ISBN 978-957-516-756-1 |
| 5    |          | 12歲。 〜約定〜         | 2014年10月30日 | ISBN 978-4-09-136598-9 | 2016年8月9日  | ISBN 978-986-474-132-8 |
| 6    |          | 12歲。 〜謠言〜         | 2015年2月27日  | ISBN 978-4-09-136730-3 | 2017年4月19日 | ISBN 978-986-474-322-3 |
| 7    |          | 12歲。 〜困惑〜         | 2015年7月24日  | ISBN 978-4-09-137525-4 | 2017年7月13日 | ISBN 978-986-474-424-4 |
| 8    |          | 12歲。 〜初戀〜         | 2015年12月25日 | ISBN 978-4-09-138206-1 | 2018年12月5日 | ISBN 978-986-474-942-3 |
| 9    |          | 12歲。 〜未來〜         | 2016年4月27日  | ISBN 978-4-09-138324-2 |               |                        |
| 10   |          | 12歲。 〜秘密的•秘密〜  | 2016年11月30日 | ISBN 978-4-09-138810-0 |               |                        |
| 11   |          | 12歲。 〜單相思〜       | 2017年3月1日   | ISBN 978-4-09-138879-7 |               |                        |
| 12   |          | 12歲。 〜祈願〜         | 2017年7月21日  | ISBN 978-4-09-139450-7 |               |                        |
| 13   |          | 12歲。 〜特別的〜       | 2017年11月29日 | ISBN 978-4-09-139597-9 |               |                        |
| 14   |          |                         | 2018年3月28日  | ISBN 978-4-09-870050-9 |               |                        |
| 15   |          | 12歲。 〜寶物〜         | 2018年8月1日   | ISBN 978-4-09-870196-4 |               |                        |
| 16   |          | 12歲。 〜戀之雪〜       | 2019年2月27日  | ISBN 978-4-09-870328-9 |               |                        |
| 17   |          | 12歲。 〜最喜歡！〜     | 2019年7月1日   | ISBN 978-4-09-870581-8 |               |                        |
| 18   |          | 12歲。 〜喜歡〜         | 2019年10月31日 | ISBN 978-4-09-870644-0 |               |                        |
| 19   |          | 12歲。 〜畢業（完結）〜 | 2019年12月26日 | ISBN 978-4-09-870732-4 |               |                        |

### 小說
作者，小學館出版，刊載8冊
| 集數 | 日文標題 | 中文標題      | 小學館         | 小學館                 |
| 集數 | 日文標題 | 中文標題      | 發售日期       | ISBN                   |
| ---- | -------- | ------------- | -------------- | ---------------------- |
| 1    |          |               | 2013年12月11日 | ISBN 978-4-09-230748-3 |
| 2    |          |               | 2014年3月24日  | ISBN 978-4-09-230755-1 |
| 3    |          |               | 2014年7月1日   | ISBN 978-4-09-230768-1 |
| 4    |          | 12歲。 〜心〜 | 2015年1月21日  | ISBN 978-4-09-230786-5 |
| 5    |          |               | 2015年6月30日  | ISBN 978-4-09-230825-1 |
| 6    |          |               | 2016年6月22日  | ISBN 978-4-09-230875-6 |
| 7    |          |               | 2016年11月30日 | ISBN 978-4-09-230899-2 |
| 8    |          |               | 2017年3月24日  | ISBN 978-4-09-231153-4 |

## OVA

### 主題曲
「戀之12歳（恋の12歳）」
作詞、作曲：大越香里，編曲：CANDYBOY，主唱：

### 各話列表
| 話數  | 日文標題 | 中文標題            | 分鏡     | 作畫監督     | 收錄號           |
| 第1期 | 第1期    | 第1期               | 第1期    | 第1期        | 第1期            |
| ----- | -------- | ------------------- | -------- | ------------ | ---------------- |
| 第1話 |          | 〜kiss·討厭·喜歡〜  | 大宙征基 | 荻原しょう子 | 2014年Ciao5月號  |
| 第2話 |          | 〜秘密〜            | 門司港一 | 小野彰子     | 2014年Ciao8月號  |
| 第3話 |          | 〜告白 age1〜       | 大宙征基 | 出口和人     | 2014年Ciao10月號 |
| 第4話 |          | 〜告白 age2〜       | 大宙征基 | 金正男       | 2014年Ciao11月號 |
| 第5話 |          | 〜告白 age3〜       | 大宙征基 | 金正男       | 2014年Ciao12月號 |
| 第6話 |          | 〜聖誕節〜          | 大宙征基 | 金正男       | 2015年Ciao1月號  |
| 第7話 |          | 〜開始〜            | 大宙征基 | 金正男       | 2015年Ciao2月號  |
| 第8話 |          | 〜名字〜            | 大宙征基 | 金正男       | 2015年Ciao2月號  |
| 第2期 |          |                     |          |              |                  |
| 第1話 |          | 〜boy friend age1〜 | 大宙征基 | 荻原しょう子 | 2015年Ciao8月號  |
| 第2話 |          | 〜boy friend age2〜 | 大宙征基 | 荻原しょう子 | 2015年Ciao10月號 |
| 第3話 |          | 〜boy friend age3〜 | 大宙征基 | 荻原しょう子 | 2015年Ciao11月號 |
| 第4話 |          | 〜boy friend age4〜 | 大宙征基 | 荻原しょう子 | 2016年Ciao1月號  |

## 電視動畫

### 主題曲
第1期
片頭曲「Sweet Sensation」
作詞：渡部紫緒，作曲、編曲：持田裕輔，主唱：村川梨衣
片尾曲「Cotona MODE」
作詞：Satomi，作曲：南利一，編曲：佐佐木裕，主唱：A應P
第2期
片頭曲
作詞、作曲：三浦誠司，編曲：渡邊拓也，主唱：A應P
片尾曲
作詞：柚木美祐，作曲：池毅，編曲：岩崎元是，主唱：Machico

### 各話列表
| 話數   | 日文標題 | 中文標題           | 劇本       | 分鏡       | 演出              | 作畫監督                                        |
| 第一期 | 第一期   | 第一期             | 第一期     | 第一期     | 第一期            | 第一期                                          |
| ------ | -------- | ------------------ | ---------- | ---------- | ----------------- | ----------------------------------------------- |
| 第1話  |          | kiss·討厭·喜歡     | 坪田文     | 大宙征基   | 中川航            | 高橋初美、九鬼朱、鄉津春奈、本田隆              |
| 第2話  |          | 告白               | 坪田文     | 辻初樹     | 藤本義孝          | 吉田肇                                          |
| 第3話  |          | 雙重約會           | 赤尾凸     | 大宙征基   | 淺見松雄          | 九鬼朱、飯飼一幸、木下由美子                    |
| 第4話  |          | 三角關係           | 早坂律子   | 吉村文宏   | 淺見松雄          | 佐野陽子、櫻井木之實、林隆祥 九鬼朱、木下由美子 |
| 第5話  |          | 生日               | 佐佐木奈文 | 大原實     | 藤本義孝          | 吉田肇、Song Hyu Nju Song Min Ju、Park Hye Ran  |
| 第6話  |          | 男朋友             | 坪田文     | 川崎逸朗   | 岩田和也          | 櫻井木之實、佐野陽子 中村純子、田中穰、武內啟   |
| 第7話  |          | 開始               | 佐佐木奈文 | 辻初樹     | 藤井康晶          | 本田隆、飯飼一幸、中山裕美                      |
| 第8話  |          | 名字               | 早坂律子   | 藤本義孝   | 藤本義孝          | 吉田肇、Song Hyeon Ju                           |
| 第9話  |          | 朋友               | 坪田文     | 山田浩之   | 關田修            | 飯飼一幸、櫻井木之實 吉村惠、白崎詩織           |
| 第10話 |          | 牛郎織女           | 赤尾凸     | 大宙征基   | 岩田和也 小高義規 | 佐野陽子、中村純子、田中穰 、櫻井木之實         |
| 第11話 |          | 夏之戀             | 有賀光     | 大宙征基   | 藤本義孝          | 吉田肇、丹羽恭利 Seo Jeong Ha、Kang Hyeon Guk   |
| 第12話 |          | 煙火               | 坪田文     | 辻初樹     | 藤本義孝          | 九鬼朱、佐野陽子、木下由美子                    |
| 第二期 |          |                    |            |            |                   |                                                 |
| 第13話 |          | 喜歡·kiss·kiss！？ | 坪田文     | 大原實     | 中川聰            | 本田隆、岡田繪里香、中山裕美                    |
| 第14話 |          | 情敵               | 早坂律子   | 山田浩之   | 藤本義孝          | 吉田肇、丹羽恭利、Seo Sun Young                 |
| 第15話 |          | 約定               | 佐佐木奈文 | 川崎逸朗   | 關田修            | 飯飼一幸、櫻井木之實、林隆詳                    |
| 第16話 |          | 心                 | 赤尾凸     | 羽原久美子 | 小高義規 岩田和也 | 柳瀨讓二、野口啟生、福元敬子 田中穰、           |
| 第17話 |          | 雨過天晴           | 坪田文     | 藤本義孝   | 藤本義孝          | 吉田肇、丹羽恭利 Song Hyun joo、Park Gay young  |
| 第18話 |          | 協調               | 佐佐木奈文 | 大宙征基   | 高橋雅和          | 兒玉光、小島惠理、桑原直子                      |
| 第19話 |          | 單戀               | 有賀光     | 大原實     | 中川聰            | 宍戶久美子、岡田繪里香                          |
| 第20話 |          | 所謂成熟           | 有賀光     | 大宙征基   | 藤本義孝          | 吉田肇、丹羽恭利 Song Hyun joo、Park Gay young  |
| 第21話 |          | 修學旅行           | 赤尾凸     | 大原實     | 外山草            | 九鬼朱                                          |
| 第22話 |          | 再見               | 坪田文     | 岩田和也   | 岩田和也          | 田中穰、、福元敬子                              |
| 第23話 |          | 永遠               | 坪田文     | 羽原久美子 | 羽原久美子        | 兒玉光、小島惠理、新村杏子                      |
| 第24話 |          | 最喜歡             | 坪田文     | 大宙征基   | 中川聰            | 宍戶久美子、岡田繪里香 九鬼朱、中山裕美         |

## 外部連結
- 遊戲版本官方網站（页面存档备份，存于）（日語）